# Lista de concertos dos Ramones
A lista a seguir é a lista de concertos dos Ramones, completa até 27 de junho de 1992:

## 1974
- Março 30 - Performance em estúdio (Nova Iorque; como trio)
- Agosto 16 - CBGB (Nova Iorque)
- Agosto 17 - CBGB (Nova Iorque)
- Agosto 24 - CBGB (Nova Iorque)
- Agosto 25 - CBGB (Nova Iorque)
- Agosto 29 - CBGB (Nova Iorque)
- Agosto 30 - CBGB (Nova Iorque)
- Agosto 31 - CBGB (Nova Iorque)
- Setembro 1 - CBGB (Nova Iorque)
- Setembro 2 - (festa em SoHo, Nova Iorque)
- Setembro 7 - CBGB (Nova Iorque)
- Setembro 8 - CBGB (Nova Iorque)
- Setembro 15 - CBGB (Nova Iorque)
- Setembro 17 - CBGB (Nova Iorque)
- Setembro 22 - CBGB (Nova Iorque)
- Setembro 24 - CBGB (Nova Iorque)
- Outubro 1 - CBGB (Nova Iorque)
- Outubro 6 - CBGB (Nova Iorque)
- Outubro 8 - CBGB (Nova Iorque)
- Outubro 12 - CBGB (Nova Iorque)
- Outubro 13 - CBGB (Nova Iorque)
- Outubro 20 - CBGB (Nova Iorque)
- Outubro 31 - CBGB (Nova Iorque)
- Novembro 1 - CBGB (Nova Iorque)
- Novembro 2 - CBGB (Nova Iorque)
- Novembro 3 - CBGB (Nova Iorque)
- Novembro 16 - Performance em estúdio (Nova Iorque)
- Novembro 17 - CBGB (Nova Iorque)
- Dezembro 7 - Performance em estúdio (Nova Iorque)
- Dezembro 20 - Performance em estúdio (Nova Iorque)

## 1975
- Fevereiro 14 - Brandy's II (Nova Iorque)
- Fevereiro 28 - Performance em estúdio (Nova Iorque)
- Março 1 - Performance em estúdio (Nova Iorque)
- Março 6 - CBGB (Nova Iorque)
- Março 7 - CBGB (Nova Iorque)
- Março 8 - CBGB (Nova Iorque)
- Abril 11 - Performance em estúdio (Nova Iorque)
- Abril 14 - CBGB (Nova Iorque)
- Abril 15 - CBGB (Nova Iorque)
- Abril 25 - Performance em estúdio (Nova Iorque)
- Maio 12 - CBGB (Nova Iorque)
- Maio 13 - CBGB (Nova Iorque)
- Maio 30 - Coventry (Queens, Nova Iorque)
- Junho 5 - CBGB (Nova Iorque)
- Junho 6 - CBGB (Nova Iorque)
- Junho 7 - CBGB (Nova Iorque)
- Junho 8 - CBGB (Nova Iorque)
- Junho 20 - CBGB (Nova Iorque)
- Junho 21 - CBGB (Nova Iorque)
- Junho 22 - CBGB (Nova Iorque)
- Julho 4 - CBGB (Nova Iorque)
- Julho 5 - CBGB (Nova Iorque)
- Julho 6 - CBGB (Nova Iorque)
- Julho 11 - Waterbury, Connecticut
- Julho 16 - CBGB (Nova Iorque)
- Julho 17 - CBGB (Nova Iorque)
- Julho 18 - CBGB (Nova Iorque)
- Julho 31 - CBGB (Nova Iorque)
- Agosto 1 - CBGB (Nova Iorque)
- Agosto 22 - CBGB (Nova Iorque)
- Agosto 23 - CBGB (Nova Iorque)
- Agosto 24 - CBGB (Nova Iorque)
- Setembro 12 - Performance em estúdio (Nova Iorque)
- Setembro 13 - Performance em estúdio (Nova Iorque)
- Outubro 3 - Mother's (Nova Iorque
- Outubro 4 - Mother's (Nova Iorque)
- Outubro 5 - Mother's (Nova Iorque)
- Outubro 24 - CBGB (Nova Iorque)
- Outubro 25 - CBGB (Nova Iorque)
- Outubro 26 - CBGB (Nova Iorque)
- Novembro 21 - CBGB (Nova Iorque)
- Novembro 22 - CBGB (Nova Iorque)
- Novembro 23 - CBGB (Nova Iorque)
- Dezembro 18 - CBGB (Nova Iorque)
- Dezembro 19 - CBGB (Nova Iorque)
- Dezembro 31 - Sea of Clouds (Nova Iorque)

## 1976
- Janeiro 30 - CBGB (Nova Iorque)
- Janeiro 31 - CBGB (Nova Iorque)
- Fevereiro 1 - CBGB (Nova Iorque)
- Fevereiro 25 - Nashua, Nova Hampshire
- Fevereiro 26 - Boston, Massachusetts
- Fevereiro 27 - Brockton, Massachusetts
- Março 22 - My Father's Place (Roslyn, Nova Iorque)
- Abril 1 - CBGB (Nova Iorque)
- Abril 2 - CBGB (Nova Iorque)
- Abril 3 - CBGB (Nova Iorque)
- Abril 9 - Phase V (Nova Jersey)
- Abril 10 - Phase V (Nova Jersey)
- Abril 18 - Max's Kansas City (Nova Iorque)
- Maio 10 - Bottom Line (Nova Iorque)
- Maio 11 - Bottom Line (Nova Iorque)
- Maio 13 - CBGB (Nova Iorque)
- Maio 14 - CBGB (Nova Iorque)
- Maio 15 - CBGB (Nova Iorque)
- Maio 20 - Boston, Massachusetts
- Maio 21 - Boston, Massachusetts
- Maio 22 - Boston, Massachusetts
- Maio 28 - New Canaan, Connecticut
- Maio 29 - Fairfield, Connecticut
- Junho 10 - Dover, Nova Jersey
- Junho 11 - Max’s Kansas City (Nova Iorque)
- Junho 12 - Max’s Kansas City (Nova Iorque)
- Junho 19 - Cleveland, Ohio (adiado devido à chuva)
- Junho 20 - Youngstown, Ohio
- Julho 4 - The Roundhouse (Londres, Inglaterra)
- Julho 5 - Dingwalls (Londres, Inglaterra)
- Julho 13 - My Father's Place (Roslyn, Nova Iorque)
- Julho 16 - Islip, Nova Iorque
- Julho 17 - Islip, Nova Iorque
- Julho 18 - Asbury Park, Nova Jersey
- Julho 22 - New Haven, Connecticut
- Agosto 11 - Roxy (Los Angeles, Califórnia)
- Agosto 12 - Roxy (Los Angeles, Califórnia)
- Agosto 16 - Starwood (Los Angeles, Califórnia)
- Agosto 17 - Starwood (Los Angeles, Califórnia)
- Agosto 19 - São Francisco, Califórnia
- Agosto 20 - São Francisco, Califórnia
- Agosto 21 - São Francisco, Califórnia
- Agosto 22 - São Francisco, Califórnia
- Agosto 23 - Huntington Beach, Califórnia
- Agosto 24 - Huntington Beach, Califórnia
- Agosto 25 - Huntington Beach, Califórnia
- Agosto 27 - Redondo Beach, Califórnia
- Agosto 28 - Redondo Beach, Califórnia
- Setembro 2 - Hempstead, Nova Iorque
- Setembro 3 - Friar Tuck’s (Connecticut)
- Setembro 4 - Friar Tuck’s (Connecticut)
- Setembro 9 - CBGB (Nova Iorque)
- Setembro 10 - CBGB (Nova Iorque)
- Setembro 11 - CBGB (Nova Iorque)
- Setembro 12 - White Plains, Nova Iorque
- Setembro 17 - Westport, Connecticut
- Setembro 18 - Westport, Connecticut
- Setembro 19 - Dover, Nova Jersey
- Setembro 24 - Toronto, Ontário, Canadá
- Setembro 25 - Toronto, Ontário, Canadá
- Setembro 27 - My Father's Place (Roslyn, Nova Iorque)
- Setembro 28 - My Father's Place (Roslyn, Nova Iorque)
- Outubro 8 - Max's Kansas City (Nova Iorque)
- Outubro 9 - Max's Kansas City (Nova Iorque)
- Outubro 16 - Detroit, Michigan
- Outubro 22 - Washington, D.C.
- Outubro 23 - Washington, D.C.
- Outubro 24 - Washington, D.C.
- Novembro 12 - Newport, Rhode Island
- Novembro 13 - Newport, Rhode Island
- Novembro 24 - Atlanta, Geórgia
- Novembro 25 - Atlanta, Geórgia
- Novembro 26 - Atlanta, Geórgia
- Novembro 27 - Atlanta, Geórgia

## 1977
- Janeiro 28 - Boston, Massachusetts
- Janeiro 29 - Boston, Massachusetts
- Janeiro 30 - Boston, Massachusetts
- Fevereiro 2 - My Father's Place (Roslyn, Nova Iorque)
- Fevereiro 3 - CBGB (Nova Iorque)
- Fevereiro 4 - CBGB (Nova Iorque)
- Fevereiro 4 - Nassau Coliseum (Long Island, Nova Iorque)
- Fevereiro 5 - CBGB (Nova Iorque)
- Fevereiro 8 - Dover, Nova Jersey
- Fevereiro 10 - Poughkeepsie, Nova Iorque
- Fevereiro 16 - The Whisky (Los Angeles, Califórnia)
- Fevereiro 17 - The Whisky (Los Angeles, Califórnia)
- Fevereiro 18 - The Whisky (Los Angeles, Califórnia)
- Fevereiro 19 - The Whisky (Los Angeles, Califórnia)
- Fevereiro 20 - The Whisky (Los Angeles, Califórnia)
- Fevereiro 22 - São Francisco, Califórnia
- Fevereiro 23 - São Francisco, Califórnia
- Fevereiro 24 - San José, Califórnia
- Fevereiro 25 - Berkeley, Califórnia
- Fevereiro 26 - Berkeley, Califórnia
- Fevereiro 28 - Palo Alto, Califórnia
- Março 2 - Sacramento, Califórnia
- Março 4 - Bremerton, Washington
- Março 5 - Aberdeen, Washington
- Março 6 - Seattle, Washington
- Março 10 - Encinitas, Califórnia
- Março 11 - San Bernardino, Califórnia
- Março 12 - San Diego, Califórnia
- Março 13 - Norwalk, Califórnia
- Março 15 - Denver, Colorado
- Março 16 - Denver, Colorado
- Março 25 - Universidade Buffalo (Buffalo, Nova Iorque)
- Março 26 - Countryside, Illinois
- Março 27 - Detroit, Michigan
- Março 28 - Ann Arbor, Michigan
- Março 31 - CBGB (Nova Iorque)
- Abril 1 - CBGB (Nova Iorque)
- Abril 2 - CBGB (Nova Iorque)
- Abril 3 - CBGB (Nova Iorque)
- Abril 8 - Westport, Connecticut
- Abril 9 - Filadélfia, Pensilvânia
- Abril 10 - West Islip, Nova Iorque
- Abril 13 - My Father's Place (Roslyn, Nova Iorque)
- Abril 14 - My Father's Place (Roslyn, Nova Iorque)
- Abril 15 - Salisbury, Massachusetts
- Abril 16 - Salisbury, Massachusetts
- Abril 17 - Boston, Massachusetts
- Abril 20 - CBGB (Nova Iorque)
- Abril 24 - Zurique, Suíça
- Abril 27 - Genebra, Suíça
- Abril 28 - Lyon, França
- Abril 30 - Le Havre, França
- Maio 2 - Paris, França
- Maio 3 - Orleães, França
- Maio 4 - Lille, França
- Maio 5 - Bruxelas, Bélgica
- Maio 6 - Amesterdão, Países Baixos
- Maio 7 - Eindhoven, Países Baixos
- Maio 8 - Groningen, Países Baixos
- Maio 10 - Roterdão, Países Baixos
- Maio 11 - Utrecht, Países Baixos
- Maio 12 - Copenhaga, Dinamarca
- Maio 15 - Estocolmo, Suécia
- Maio 16 - Helsínquia, Finlândia
- Maio 17 - Tampere, Finlândia
- Maio 19 - Liverpool, Inglaterra
- Maio 20 - Leeds, Inglaterra
- Maio 20 - Glasgow, Escócia
- Maio 21 - Glasgow, Escócia
- Maio 22 - Manchester, Inglaterra
- Maio 23 - Doncaster, Inglaterra
- Maio 24 - Birmingham, Inglaterra
- Maio 26 - Aylesbury, Inglaterra
- Maio 28 - Slough, Inglaterra
- Maio 29 - Croydon, Inglaterra
- Maio 30 - Bristol, Inglaterra
- Maio 31 - Swindon, Inglaterra
- Junho 1 - Plymouth, Inglaterra
- Junho 2 - Penzance, Inglaterra
- Junho 4 - Canterbury, Inglaterra
- Junho 5 - Londres, Inglaterra
- Junho 6 - Londres, Inglaterra
- Junho 9 - CBGB (Nova Iorque)
- Junho 10 - CBGB (Nova Iorque)
- Junho 11 - CBGB (Nova Iorque)
- Junho 17 - Toronto, Ontário, Canadá
- Junho 18 - Toronto, Ontário, Canadá
- Junho 21 - Chicago, Illinois
- Junho 23 - El Tejon (Madison, Wisconsin)
- Junho 24 - Waukesha, Wisconsin
- Junho 26 - Ann Arbor, Michigan
- Junho 28 - Cincinnati, Ohio
- Junho 29 - Waukegan, Illinois
- Junho 30 - Rockford, Illinois
- Julho 1 - Minneapolis, Minnesota
- Julho 2 - Minneapolis, Minnesota
- Julho 4 - Milwaukee, Wisconsin
- Julho 6 - Chicago, Illinois
- Julho 8 - Lebanon, Illinois
- Julho 14 - Austin, Texas
- Julho 15 - Houston, Texas
- Julho 16 - Houston, Texas
- Julho 18 - San Antonio, Texas
- Julho 20 - Killeen, Texas
- Julho 24 - Dallas, Texas
- Julho 28 - Huntington Beach, Califórnia
- Julho 30 - Winterland (São Francisco, Califórnia)
- Agosto 4 - Seattle, Washington
- Agosto 5 - Portland, Oregon
- Agosto 6 - Vancouver, Colúmbia Britânica, Canadá
- Agosto 10 - The Whisky (Los Angeles, Califórnia)
- Outubro 1 - Dover, Nova Jersey
- Outubro 4 - Palace Theater (Waterbury, Connecticut)
- Outubro 6 - Palladium (Nova Iorque)
- Outubro 8 - Montreal, Quebec, Canadá
- Outubro 9 - Toronto, Ontário, Canadá
- Outubro 11 - Washington, D.C.
- Outubro 12 - Filadélfia, Pensilvânia
- Outubro 15 - Baltimore, Maryland
- Outubro 19 - Cleveland, Ohio
- Outubro 20 - Cobo Hall (Detroit, Michigan)
- Outubro 21 - The Whisky (Los Angeles, Califórnia)
- Outubro 22 - Chicago, Illinois
- Outubro 27 - CBGB (Nova Iorque)
- Outubro 28 - CBGB (Nova Iorque)
- Outubro 29 - CBGB (Nova Iorque)
- Outubro 30 - CBGB (Nova Iorque)
- Novembro 5 - Universidade Brown (Providence, Rhode Island)
- Novembro 7 - Poughkeepsie, Nova Iorque
- Novembro 8 - Filadélfia, Pensilvânia
- Novembro 11 - Pittsburgh, Pensilvânia
- Novembro 12 - Pittsburgh, Pensilvânia
- Novembro 14 - Utica, Nova Iorque
- Novembro 15 - Providence, Rhode Island
- Novembro 16 - Amherst, Massachusetts
- Novembro 18 - Orpheum (Boston, Massachusetts)
- Novembro 19 - Teatro Capitol (Passaic, Nova Jersey)
- Dezembro 17 - Carlisle, Inglaterra
- Dezembro 18 - Edimburgo, Escócia
- Dezembro 19 - Glasgow, Escócia
- Dezembro 20 - Newcastle, Inglaterra
- Dezembro 21 - Manchester, Inglaterra
- Dezembro 23 - Cambridge, Inglaterra
- Dezembro 28 - Birmingham, Inglaterra
- Dezembro 29 - Stoke-on-Trent, Inglaterra
- Dezembro 30 - Aylesbury, Inglaterra
- Dezembro 31 - Teatro Rainbow (Londres, Inglaterra; gravado para o álbum It's Alive)

## 1978
- Janeiro 1 - Teatro Rainbow (Londres, Inglaterra)
- Janeiro 5 - New Haven, Connecticut
- Janeiro 6 - Hartford, Connecticut
- Janeiro 7 - Palladium (Nova Iorque; gravado para o álbum NYC 1978)
- Janeiro 9 - Dover, Nova Jersey
- Janeiro 13 - Buffalo, Nova Iorque
- Janeiro 14 - Detroit, Michigan
- Janeiro 15 - Youngstown, Ohio
- Janeiro 16 - Cleveland, Ohio
- Janeiro 18 - Madison, Wisconsin
- Janeiro 19 - Milwaukee, Wisconsin
- Janeiro 20 - Chicago, Illinois
- Janeiro 21 - Minneapolis, Minnesota
- Janeiro 23 - Kansas City, Kansas
- Janeiro 27 - Civic Center (Santa Mónica, Califórnia)
- Janeiro 30 - São Francisco, Califórnia
- Janeiro 31 - São Francisco, Califórnia
- Fevereiro 2 - Eugene, Oregon
- Fevereiro 3 - Seattle, Washington
- Fevereiro 4 - Portland, Oregon
- Fevereiro 7 - San Diego, Califórnia
- Fevereiro 8 - Phoenix, Arizona
- Fevereiro 10 - Albuquerque, Novo México
- Fevereiro 12 - Tulsa, Oklahoma
- Fevereiro 14 - San Antonio, Texas
- Fevereiro 17 - Austin, Texas
- Fevereiro 18 - Fort Worth, Texas
- Fevereiro 19 - Houston, Texas
- Fevereiro 21 - Nova Orleães, Luisiana
- Fevereiro 22 - Baton Rouge, Luisiana
- Fevereiro 25 - Atlanta, Geórgia
- Fevereiro 27 - Charlotte, Carolina do Norte
- Março 2 - Orlando, Flórida
- Março 3 - Miami, Flórida
- Março 6 - Belleville, Illinois
- Março 8 - Ann Arbor, Michigan
- Março 9 - Columbus, Ohio
- Março 10 - Cincinnati, Ohio
- Março 12 - Champaign, Illinois
- Março 13 - Akron, Ohio
- Março 15 - Norfolk, Virgínia
- Março 17 - Baltimore, Maryland
- Março 18 - Filadélfia, Pensilvânia
- Março 19 - Washington, D.C.
- Março 21 - Boston, Massachusetts
- Março 22 - Boston, Massachusetts
- Março 24 - Hempstead, Nova Iorque
- Março 25 - Teatro Capitol, (Passaic, Nova Jersey)
- Março 31 - Syracuse, Nova Iorque
- Abril 1 - Yatesboro, Pensilvânia
- Abril 2 - Jamestown, Nova Iorque
- Abril 4 - Toronto, Ontário, Canadá
- Abril 5 - Toronto, Ontário, Canadá
- Abril 16 - Trenton, Nova Jersey
- Abril 20 - Rochester, Nova Iorque
- Abril 21 - Wilkes-Barre, Pensilvânia
- Abril 23 - Toledo, Ohio
- Abril 24 - Lansing, Michigan
- Abril 25 - Indianápolis, Indiana
- Abril 27 - Sunderland, Massachusetts
- Abril 29 - Willimantic, Connecticut
- Junho 29 - Poughkeepsie, Nova Iorque
- Julho 1 - New Brunswick, Nova Jersey
- Julho 2 - Greenwood Lake, Nova Iorque
- Julho 5 - Roslyn, Nova Iorque
- Julho 7 - Boston, Massachusetts
- Julho 8 - Boston, Massachusetts
- Julho 9 - Boston, Massachusetts
- Julho 10 - Providence, Rhode Island
- Julho 12 - Portland, Maine
- Julho 16 - Youngstown, Ohio
- Julho 17 - Lansing, Michigan
- Julho 19 - Flint, Michigan
- Julho 21 - Columbus, Ohio
- Julho 23 - Cincinnati, Ohio
- Julho 25 - Palatine, Illinois
- Julho 26 - Madison, Wisconsin
- Julho 27 - DeKalb, Illinois
- Julho 29 - Kansas City, Kansas
- Julho 30 - Springfield, Missouri
- Julho 31 - St. Louis, Missouri
- Agosto 1 - Champaign, Illinois
- Agosto 2 - Highwood, Illinois
- Agosto 5 - Asbury Park, Nova Jersey
- Agosto 11 - Hurrah's (Nova Iorque; audição para um filme)
- Agosto 12 - Hurrah's (Nova Iorque; audição para um filme)
- Agosto 13 - Hurrah's (Nova Iorque; audição para um filme)
- Agosto 18 - Dover, Nova Hampshire
- Agosto 19 - Willimantic, Connecticut
- Agosto 21 - New Haven, Connecticut
- Agosto 26 - New Brunswick, Nova Jersey
- Setembro 5 - Helsínquia, Finlândia
- Setembro 7 - Estocolmo, Suécia
- Setembro 8 - Malmö, Suécia
- Setembro 9 - Ronneby, Suécia
- Setembro 11 - Hamburgo, Alemanha
- Setembro 12 - Berlim, Alemanha
- Setembro 14 - Bruxelas, Bélgica
- Setembro 15 - Amsterdão, Países Baixos
- Setembro 16 - Arnhem, Países Baixos
- Setembro 18 - Paris, França
- Setembro 23 - Belfast, Irlanda do Norte
- Setembro 24 - Dublin, Irlanda
- Setembro 26 - Bristol, Inglaterra
- Setembro 28 - Newcastle, Inglaterra
- Setembro 29 - Manchester, Inglaterra
- Setembro 30 - Birmingham, Inglaterra
- Outubro 2 - Londres, Inglaterra
- Outubro 3 - Cardiff, País de Gales
- Outubro 4 - Leeds, Inglaterra
- Outubro 5 - Coventry, Inglaterra
- Outubro 6 - Edimburgo, Escócia
- Outubro 7 - Glasgow, Escócia
- Outubro 19 - New Haven, Connecticut
- Outubro 21 - Queens College (Queens, Nova Iorque)
- Outubro 22 - Providence, Rhode Island
- Outubro 23 - Filadélfia, Pensilvânia
- Outubro 25 - Albany, Nova Iorque
- Outubro 26 - Amherst, Massachusetts
- Outubro 28 - Richmond, Virgínia
- Novembro 12 - Raleigh, Carolina do Norte
- Novembro 13 - Atlanta, Geórgia
- Novembro 15 - Highwood, Illinois
- Novembro 17 - Omaha, Nebraska
- Novembro 18 - St. Paul, Minnesota
- Dezembro 1 - San Bernardino, Califórnia
- Dezembro 2 - Stockton, Califórnia
- Dezembro 4 - Long Beach, Califórnia
- Dezembro 5 - Phoenix, Arizona
- Dezembro 14 - Roxy (Los Angeles, Califórnia; três performances filmadas para um filme)
- Dezembro 15 - San Diego, Califórnia
- Dezembro 18 - Costa Mesa, Califórnia
- Dezembro 24 - The Whisky (Los Angeles, Califórnia)
- Dezembro 25 - The Whisky (Los Angeles, Califórnia)
- Dezembro 27 - The Whisky (Los Angeles, Califórnia)
- Dezembro 28 - São Francisco, Califórnia
- Dezembro 29 - Reno, Nevada
- Dezembro 30 - Santa Cruz, Califórnia
- Dezembro 31 - San José, Califórnia

## 1979
- Janeiro 3 - Portland, Oregon
- Janeiro 4 - Seattle, Washington
- Janeiro 5 - Seattle, Washington
- Janeiro 6 - Vancouver, Colúmbia Britânica, Canadá
- Janeiro 9 - Boise, Idaho
- Janeiro 10 - Idaho Falls, Idaho
- Janeiro 11 - Salt Lake City, Utah
- Janeiro 13 - Boulder, Colorado
- Janeiro 14 - Boulder, Colorado
- Janeiro 18 - Dallas, Texas
- Janeiro 19 - Austin, Texas
- Janeiro 20 - San Antonio, Texas
- Janeiro 21 - Houston, Texas
- Janeiro 23 - Lafayette, Luisiana
- Janeiro 24 - Nova Orleães, Luisiana
- Janeiro 25 - Baton Rouge, Luisiana
- Janeiro 26 - Lake Charles, Luisiana
- Janeiro 28 - Nashville, Tennessee
- Janeiro 29 - Birmingham, Alabama
- Janeiro 30 - Atlanta, Geórgia
- Janeiro 31 - Raleigh, Carolina do Norte
- Fevereiro 2 - College Park, Maryland
- Fevereiro 4 - Baltimore, Maryland
- Fevereiro 6 - Toronto, Ontário, Canadá
- Fevereiro 7 - Toronto, Ontário, Canadá
- Fevereiro 8 - Buffalo, Nova Iorque
- Fevereiro 10 - Teatro Capitol, (Passaic, Nova Jersey)
- Fevereiro 14 - Shelton, Connecticut
- Fevereiro 15 - Sunderland, Massachusetts
- Fevereiro 16 - New Brunswick, Nova Jersey
- Fevereiro 17 - Providence, Rhode Island
- Fevereiro 23 - Toledo, Ohio
- Fevereiro 24 - Chicago, Illinois
- Fevereiro 25 - Detroit, Michigan
- Fevereiro 26 - Ann Arbor, Michigan
- Fevereiro 27 - Cleveland, Ohio
- Fevereiro 28 - Cincinnati, Ohio
- Março 1 - Columbus, Ohio
- Março 3 - Boston, Massachusetts
- Março 4 - Hartford, Connecticut
- Março 6 - Pittsburgh, Pensilvânia
- Março 7 - Pittsburgh, Pensilvânia
- Março 9 - Palladium (Nova Iorque)
- Março 22 - West Orange, Nova Jersey
- Março 23 - Princeton, Nova Jersey
- Março 24 - Browns Mill, Nova Jersey
- Março 25 - Asbury Park, Nova Jersey
- Março 29 - Dover, Nova Jersey
- Março 30 - Universidade Columbia (Nova Iorque)
- Março 31 - Jamesburg, Nova Jersey
- Abril 6 - Roslyn, Nova Iorque
- Abril 7 - Roslyn, Nova Iorque
- Abril 8 - New Brunswick, Nova Jersey
- Abril 10 - CBGB (Nova Iorque)
- Junho 8 - São Francisco, Califórnia
- Junho 16 - Dover, Nova Jersey
- Junho 17 - New Haven, Connecticut
- Junho 19 - Amityville, Nova Iorque
- Junho 21 - West Orange, Nova Jersey
- Junho 22 - Asbury Park, Nova Jersey
- Junho 23 - Browns Mill, Nova Jersey
- Junho 24 - Allentown, Pensilvânia
- Junho 26 - Staten Island, Nova Iorque
- Junho 27 - Staten Island, Nova Iorque
- Junho 29 - Boston, Massachusetts
- Junho 30 - Boston, Massachusetts
- Julho 2 - Exhibition Stadium (Toronto, Ontário, Canadá)
- Julho 5 - Poughkeepsie, Nova Iorque
- Julho 6 - Syracuse, Nova Iorque
- Julho 7 - Rochester, Nova Iorque
- Julho 8 - Albany, Nova Iorque
- Julho 11 - Toronto, Ontário, Canadá
- Julho 12 - Toronto, Ontário, Canadá
- Julho 13 - Montreal, Quebec, Canadá
- Julho 14 - Montreal, Quebec, Canadá
- Julho 19 - Roslyn, Nova Iorque
- Julho 20 - Roslyn, Nova Iorque
- Julho 21 - Roslyn, Nova Iorque
- Julho 22 - Taunton, Massachusetts
- Julho 26 - Washington, D.C.
- Julho 27 - Baltimore, Maryland
- Julho 29 - Ocean City, Maryland
- Julho 30 - Virginia Beach, Virgínia
- Julho 31 - Raleigh, Carolina do Norte
- Agosto 3 - Hartford, Connecticut
- Agosto 4 - Brooklyn, Nova Iorque
- Agosto 6 - Central Park (Nova Iorque)
- Agosto 8 - Asbury Park, Nova Jersey
- Agosto 9 - Dover, Nova Jersey
- Agosto 11 - Amityville, Nova Iorque
- ugust 12 - Amityville, Nova Iorque
- Agosto 13 - Port Chester, Nova Iorque
- Setembro 11 - Albany, Nova Iorque
- Setembro 14 - Port Chester, Nova Iorque
- Setembro 15 - Port Chester, Nova Iorque
- Setembro 18 - Wayne, Nova Jersey
- Setembro 22 - Cookstown, Nova Jersey
- Setembro 27 - C.W. Post College (Long Island, Nova Iorque)
- Setembro 28 - Brooklyn, Nova Iorque
- Setembro 29 - Brooklyn, Nova Iorque
- Setembro 30 - New Haven, Connecticut
- Outubro 2 - Bergenfield, Nova Jersey
- Outubro 3 - Wayne, Nova Jersey
- Outubro 4 - West Orange, Nova Jersey
- Outubro 6 - Boston, Massachusetts
- Outubro 7 - Hotel Diplomat (Nova Iorque)
- Outubro 8 - Queens College (Queens, Nova Iorque)
- Outubro 9 - Filadélfia, Pensilvânia
- Outubro 11 - Dayton, Ohio
- Outubro 12 - Galesburg, Illinois
- Outubro 13 - Evanston, Illinois
- Outubro 14 - Grand Rapids, Michigan
- Outubro 15 - Chicago, Illinois
- Outubro 17 - Marietta, Ohio
- Outubro 18 - Detroit, Michigan
- Outubro 19 - Chicago, Illinois
- Outubro 20 - Milwaukee, Wisconsin
- Outubro 23 - Denver, Colorado
- Outubro 26 - Universidade da Califórnia (Davis, Califórnia)
- Outubro 27 - Oakland, Califórnia
- Outubro 28 - Universidade da Califórnia em Los Angeles (Los Angeles, Califórnia)
- Outubro 29 - Universidade da Califórnia em Los Angeles (Los Angeles, Califórnia)
- Outubro 31 - San Diego, Califórnia
- Novembro 2 - Costa Mesa, Califórnia
- Novembro 4 - Irvine, Califórnia
- Novembro 5 - Claremont, Califórnia
- Novembro 6 - Garden Grove, Califórnia
- Novembro 8 - Tucson, Arizona
- Novembro 9 - El Paso, Texas
- Novembro 11 - Lubbock, Texas
- Novembro 13 - Austin, Texas
- Novembro 14 - Dallas, Texas
- Novembro 16 - Houston, Texas
- Novembro 18 - Nova Orleães, Luisiana
- Novembro 20 - Birmingham, Alabama
- Novembro 22 - Atlanta, Geórgia
- Novembro 23 - Nashville, Tennessee
- Novembro 24 - Memphis, Tennessee
- Novembro 26 - St. Louis, Missouri
- Novembro 27 - Headliners (Madison, Wisconsin)
- Novembro 28 - Minneapolis, Minnesota
- Novembro 30 - Milwaukee, Wisconsin
- Dezembro 1 - Cincinnati, Ohio
- Dezembro 4 - Ann Arbor, Michigan
- Dezembro 5 - Bloomington, Indiana
- Dezembro 6 - Indianápolis, Indiana
- Dezembro 8 - Carlisle, Pensilvânia
- Dezembro 10 - Lowell, Massachusetts
- Dezembro 11 - New Haven, Connecticut
- Dezembro 13 - West Islip, Nova Iorque
- Dezembro 21 - Hartford, Connecticut
- Dezembro 28 - Dover, Nova Jersey
- Dezembro 29 - Freeport, Nova Iorque
- Dezembro 31 - Palladium (Nova Iorque)

## 1980
- Janeiro 6 - Port Chester, Nova Iorque
- Janeiro 16 - Brighton, Inglaterra
- Janeiro 17 - Leicester, Inglaterra
- Janeiro 18 - Cambridge, Inglaterra
- Janeiro 19 - Norwich, Inglaterra
- Janeiro 21 - Exeter, Inglaterra
- Janeiro 22 - Cardiff, País de Gales
- Janeiro 23 - Aylesbury, Inglaterra
- Janeiro 24 - Portsmouth, Inglaterra
- Janeiro 26 - Leeds, Inglaterra
- Janeiro 27 - Edimburgo, Escócia
- Janeiro 28 - Glasgow, Escócia
- Janeiro 29 - Newcastle, Inglaterra
- Fevereiro 1 - Manchester, Inglaterra
- Fevereiro 2 - Lancaster, Inglaterra
- Fevereiro 3 - Sheffield, Inglaterra
- Fevereiro 4 - Birmingham, Inglaterra
- Fevereiro 6 - Bournemouth, Inglaterra
- Fevereiro 7 - Bristol, Inglaterra
- Fevereiro 8 - Colchester, Inglaterra
- Fevereiro 9 - Londres, Inglaterra
- Fevereiro 11 - Amsterdão, Países Baixos
- Fevereiro 12 - Bruxelas, Bélgica
- Fevereiro 14 - Reggio Emilia, Itália
- Fevereiro 15 - Udine, Itália
- Fevereiro 16 - Milão, Itália
- Fevereiro 18 - Turim, Itália
- Fevereiro 20 - Paris, França
- Fevereiro 22 - Londres, Inglaterra
- Fevereiro 23 - Londres, Inglaterra
- Março 6 - Asbury Park, Nova Jersey
- Março 7 - Cherry Hill, Nova Jersey
- Março 8 - Cherry Hill, Nova Jersey
- Março 21 - Toronto, Ontário, Canadá
- Março 22 - Toronto, Ontário, Canadá
- Março 23 - Detroit, Michigan
- Março 24 - Cleveland, Ohio
- Março 26 - Columbus, Ohio
- Março 28 - Atlanta, Geórgia
- Março 29 - Atlanta, Geórgia
- Março 30 - Gainesville, Flórida
- Março 31 - Birmingham, Alabama
- Abril 1 - Nova Orleães, Luisiana
- Abril 3 - Austin, Texas
- Abril 4 - Houston, Texas
- Abril 5 - Dallas, Texas
- Abril 7 - Phoenix, Arizona
- Abril 8 - San Diego, Califórnia
- Abril 10 - Los Angeles, Califórnia
- Abril 11 - Santa Cruz, Califórnia
- Abril 12 - São Francisco, Califórnia
- Abril 13 - Palo Alto, Califórnia
- Abril 15 - Berkeley, Califórnia
- Abril 21 - Vancouver, Colúmbia Britânica, Canadá
- Abril 22 - Vancouver, Colúmbia Britânica, Canadá
- Abril 24 - Pocatello, Idaho
- Abril 26 - Boulder, Colorado
- Abril 27 - Denver, Colorado
- Abril 29 - Omaha, Nebraska
- Maio 1 - DeKalb, Illinois
- Maio 2 - Champaign, Illinois
- Maio 3 - Lansing, Michigan
- Maio 4 - Chicago, Illinois
- Maio 6 - Carbondale, Illinois
- Maio 8 - Milwaukee, Wisconsin
- Maio 9 - Chicago, Illinois
- Maio 10 - Grinnell, Iowa
- Maio 11 - Minneapolis, Minnesota
- Maio 13 - Chicago, Illinois
- Maio 14 - Chicago, Illinois
- Maio 15 - Chicago, Illinois
- Maio 16 - Chicago, Illinois
- Maio 17 - Chicago, Illinois
- Maio 20 - London, Ontário, Canadá
- Maio 21 - Burlington, Ontário, Canadá
- Maio 23 - Montreal, Quebec, Canadá
- Maio 25 - Toronto, Ontário, Canadá
- Maio 26 - Guelph, Ontário, Canadá
- Maio 27 - Ottawa, Ontário, Canadá
- Maio 29 - Albany, Nova Iorque
- Maio 30 - Hartford, Connecticut
- Maio 31 - Lynn, Massachusetts
- Junho 2 - Boston, Massachusetts
- Junho 3 - Boston, Massachusetts
- Junho 4 - Boston, Massachusetts
- Junho 5 - Staten Island, Nova Iorque
- Junho 6 - Six Flags Great Adventure (Jackson Township, Nova Jersey)
- Junho 8 - College Park, Maryland
- Junho 10 - Tampa, Flórida
- Junho 11 - Hallandale Beach, Flórida
- Junho 12 - Hallandale Beach, Flórida
- Junho 15 - Club 57 (Nova Iorque)
- Junho 27 - Tóquio, Japão
- Junho 28 - Tóquio, Japão
- Junho 29 - Tóquio, Japão
- Julho 1 - Nagoia, Japão
- Julho 2 - Quioto, Japão
- Julho 3 - Osaka, Japão
- Julho 4 - Fukuoka, Japão
- Julho 8 - Sydney, Nova Gales do Sul, Austrália
- Julho 9 - Sydney, Nova Gales do Sul, Austrália
- Julho 10 - Melbourne, Vitória (Austrália), Austrália
- Julho 11 - Adelaide, Austrália Meridional, Austrália
- Julho 13 - Wollongong, Nova Gales do Sul, Austrália
- Julho 14 - Sydney, Nova Gales do Sul, Austrália
- Julho 15 - Sydney, Nova Gales do Sul, Austrália
- Julho 16 - Camberra, Nova Gales do Sul, Austrália
- Julho 18 - Brisbane, Queensland, Austrália
- Julho 19 - Gold Coast, Queensland, Austrália
- Julho 21 - Auckland, Nova Zelândia
- Julho 22 - Wellington, Nova Zelândia
- Julho 24 - Christchurch, Nova Zelândia
- Agosto 7 - Long Branch, Nova Jersey
- Agosto 8 - Asbury Park, Nova Jersey
- Agosto 10 - Cherry Hill, Nova Jersey
- Agosto 11 - Central Park (Nova Iorque)
- Agosto 28 - Estocolmo, Suécia
- Agosto 30 - Oslo, Noruega
- Agosto 31 - Lund, Suécia
- Setembro 1 - Copenhaga, Dinamarca
- Setembro 3 - Berlim, Alemanha
- Setembro 4 - Hanover, Alemanha
- Setembro 6 - Alvelgem, Bélgica
- Setembro 7 - Roterdão, Países Baixos
- Setembro 8 - Munique, Alemanha
- Setembro 9 - Zurique, Suíça
- Setembro 11 - Sanremo, Itália
- Setembro 12 - Génova, Itália
- Setembro 13 - Milão, Itália
- Setembro 14 - Roma, Itália
- Setembro 15 - Casalmaggiore, Itália
- Setembro 17 - Montpellier, França
- Setembro 19 - Barcelona, Espanha
- Setembro 22 - Porto, Portugal
- Setembro 23 - Lisboa, Portugal
- Setembro 24 - Lisboa, Portugal
- Setembro 26 - Madrid, Espanha
- Setembro 27 - San Sebastián, Espanha
- Setembro 29 - Lyon, França
- Setembro 30 - Paris, França
- Outubro 2 - Londres, Inglaterra
- Outubro 3 - Derby, Inglaterra
- Outubro 4 - Manchester, Inglaterra
- Outubro 5 - Edimburgo, Escócia
- Outubro 6 - Liverpool, Inglaterra
- Outubro 8 - Dublin, Irlanda
- Outubro 9 - Belfast, Irlanda do Norte
- Outubro 11 - Birmingham, Inglaterra
- Outubro 12 - Canterbury, Inglaterra
- Dezembro 26 - Cherry Hill, Nova Jersey
- Dezembro 27 - Staten Island, Nova Iorque
- Dezembro 29 - Dover, Nova Jersey
- Dezembro 31 - Lido Beach, Nova Iorque

## 1981
- Janeiro 3 - Brooklyn, Nova Iorque
- Janeiro 4 - Rockaway, Nova Iorque
- Janeiro 6 - Boston, Massachusetts
- Janeiro 7 - Providence, Rhode Island
- Janeiro 8 - Hartford, Connecticut
- Fevereiro 13 - Filadélfia, Pensilvânia
- Fevereiro 14 - Universidade Stony Brook (Stony Brook, Nova Iorque)
- Fevereiro 16 - New Paltz, Nova Iorque
- Fevereiro 19 - Bond’s (Nova Iorque)
- Fevereiro 20 - Bond’s (Nova Iorque)
- Fevereiro 21 - New Brunswick, Nova Jersey
- Fevereiro 27 - Universidade Seton Hall (South Orange, Nova Jersey)
- Fevereiro 28 - Universidade Cornell (Ithaca, Nova Iorque)
- Julho 3 - Hampton Beach, Nova Hampshire
- Julho 4 - Hampton Beach, Nova Hampshire
- Julho 5 - Hull, Massachusetts
- Julho 7 - Passaic, Nova Jersey
- Julho 9 - Lido Beach, Nova Iorque
- Julho 10 - Palladium (Nova Iorque)
- Julho 12 - Staten Island, Nova Iorque
- Julho 13 - Wildwood, Nova Jersey
- Julho 14 - College Park, Maryland
- Julho 15 - Long Island, Nova Iorque
- Julho 17 - Palladium (Nova Iorque)
- Julho 18 - Roselle Park, Nova Jersey
- Julho 25 - Tampa, Flórida
- Julho 26 - Miami, Flórida
- Julho 27 - Miami, Flórida
- Julho 28 - Miami, Flórida
- Julho 29 - Orlando, Flórida
- Julho 31 - Atlanta, Geórgia
- Agosto 1 - Atlanta, Geórgia
- Agosto 4 - Dallas, Texas
- Agosto 5 - Houston, Texas
- Agosto 6 - San Antonio, Texas
- Agosto 7 - Austin, Texas
- Agosto 9 - Denver, Colorado
- Agosto 12 - Phoenix, Arizona
- Agosto 13 - San Diego, Califórnia
- Agosto 14 - Palladium (Hollywood, Califórnia)
- Agosto 15 - Pasadena, Califórnia
- Agosto 18 - São Francisco, Califórnia
- Agosto 19 - Petaluma, Califórnia
- Agosto 20 - Santa Cruz, Califórnia
- Agosto 21 - São Francisco, Califórnia
- Agosto 27 - Islip, Nova Iorque
- Agosto 29 - The Pier (Nova Iorque)
- Setembro 3 - Albany, Nova Iorque
- Setembro 4 - Binghamton, Nova Iorque
- Setembro 5 - Saratoga Springs, Nova Iorque
- Setembro 9 - Mount Vernon, Nova Iorque
- Setembro 11 - Hartford, Connecticut
- Setembro 12 - Cherry Hill, Nova Jersey
- Setembro 13 - New Haven, Connecticut
- Setembro 14 - Providence, Rhode Island
- Setembro 15 - Boston, Massachusetts
- Setembro 17 - Rochester, Nova Iorque
- Setembro 18 - Toronto, Ontário, Canadá
- Setembro 19 - Detroit, Michigan
- Setembro 20 - Detroit, Michigan
- Setembro 22 - Cleveland, Ohio
- Setembro 24 - Bloomington, Indiana
- Setembro 25 - Chicago, Illinois
- Setembro 26 - Twin Lakes, Wisconsin
- Setembro 28 - Minneapolis, Minnesota
- Setembro 29 - Madison, Wisconsin
- Outubro 1 - Champaign, Illinois
- Outubro 2 - Chicago, Illinois
- Outubro 3 - Chicago, Illinois
- Outubro 4 - Youngstown, Ohio
- Outubro 5 - Ann Arbor, Michigan
- Outubro 7 - Dayton, Ohio
- Outubro 8 - Columbus, Ohio
- Outubro 10 - Virginia Beach, Virgínia (Marky faltou; cancelado)
- Outubro 11 - Washington, D.C.
- Outubro 22 - Londres, Inglaterra
- Outubro 24 - Amsterdão, Países Baixos
- Outubro 27 - Estocolmo, Suécia
- Outubro 28 - Lund, Suécia
- Outubro 29 - Copenhaga, Dinamarca
- Novembro 1 - Aachen, Alemanha
- Novembro 2 - Hanover, Alemanha
- Novembro 4 - Munique, Alemanha
- Novembro 6 - Milão, Itália
- Novembro 7 - Bordéus, França
- Novembro 9 - Barcelona, Espanha
- Novembro 10 - Valência, Espanha
- Novembro 11 - Madrid, Espanha
- Novembro 12 - Madrid, Espanha
- Novembro 13 - Corunha, Espanha
- Novembro 15 - San Sebastián, Espanha
- Novembro 17 - Paris, França
- Novembro 18 - Bruxelas, Bélgica
- Novembro 19 - Londres, Inglaterra
- Novembro 26 - Trenton, Nova Jersey
- Nov-Dec 31 - Lido Beach, Nova Iorque

## 1982
- Janeiro 2 - Hull, Massachusetts
- Janeiro 3 - New Haven, Connecticut
- Janeiro 7 - Passaic, Nova Jersey
- Janeiro 8 - Pawcatuck, Connecticut
- Janeiro 9 - Staten Island, Nova Iorque
- Janeiro 22 - Glen Cove, Nova Iorque
- Fevereiro 11 - Boston, Massachusetts
- Fevereiro 12 - Delhi, Nova Iorque
- Fevereiro 13 - Manchester, Nova Hampshire
- Fevereiro 18 - Newark, Delaware
- Fevereiro 19 - Fairfield, Connecticut
- Fevereiro 20 - Providence, Rhode Island
- Fevereiro 21 - Oswego, Nova Iorque
- Março 1 - Baltimore, Maryland
- Março 6 - West Islip, Nova Iorque
- Março 13 - Buffalo, Nova Iorque
- Março 16 - Cleveland, Ohio
- Março 17 - Detroit, Michigan
- Março 25 - Albany, Nova Iorque
- Março 26 - Bear Mountain, Nova Iorque
- Março 27 - Mansfield, Pensilvânia
- Abril 3 - Madison, Nova Jersey
- Abril 4 - Framingham, Massachusetts
- Abril 14 - Universidade Columbia (Nova Iorque)
- Abril 16 - Millersville, Pensilvânia
- Abril 17 - Matawan, Nova Jersey
- Abril 18 - Saratoga Springs, Nova Iorque
- Abril 21 - Montclair, Nova Jersey
- Abril 22 - Salem, Massachusetts
- Abril 23 - Instituto de Tecnologia de Massachusetts (Cambridge, Massachusetts)
- Abril 24 - Universidade Brandeis (Waltham, Massachusetts)
- Abril 25 - Glassboro, Nova Jersey
- Abril 27 - Virginia Beach, Virgínia (compensação por concerto cancelado)
- Abril 28 - Colúmbia, Carolina do Sul
- Abril 29 - Morgantown, Virgínia Ocidental
- Abril 30 - New Rochelle, Nova Iorque
- Maio 1 - Universidade Hofstra (Hempstead, Nova Iorque)
- Maio 2 - Newark, Nova Jersey
- Maio 6 - Fitchburg, Massachusetts
- Maio 7 - Hull, Massachusetts
- Maio 8 - Framingham, Massachusetts
- Maio 9 - Hampton Beach, Nova Hampshire
- Maio 14 - Trenton, Nova Jersey
- Maio 16 - Burlington, Vermont
- Maio 18 - Jersey City, Nova Jersey
- Maio 20 - Poughkeepsie, Nova Iorque
- Maio 21 - Poughkeepsie, Nova Iorque
- Maio 22 - Brooklyn, Nova Iorque
- Maio 29 - Schenectady, Nova Iorque
- Maio 30 - Tyngsborough, Massachusetts
- Julho 2 - Dover, Nova Jersey
- Agosto 24 - Brooklyn, Nova Iorque
- Agosto 25 - Poughkeepsie, Nova Iorque
- Agosto 27 - Asbury Park, Nova Jersey
- Agosto 28 - Hampton Beach, Nova Hampshire
- Agosto 29 - East Hampton, Nova Iorque
- Setembro 3 - US Festival (San Bernardino, Califórnia)
- Outubro 1 - Providence, Rhode Island
- Outubro 3 - Washington, D.C.
- Outubro 4 - Virginia Beach, Virgínia
- Outubro 6 - New Haven, Connecticut
- Outubro 7 - Hartford, Connecticut
- Novembro 15 - Bangor, Maine
- Novembro 16 - Boston, Massachusetts
- Novembro 20 - Mount Vernon, Nova Iorque
- Novembro 21 - Universidade Hofstra (Hempstead, Nova Iorque)
- Novembro 26 - Islip, Nova Iorque
- Novembro 27 - Islip, Nova Iorque

## 1983
- Fevereiro 13 - Utica, Nova Iorque
- Fevereiro 17 - Filadélfia, Pensilvânia
- Fevereiro 18 - Poughkeepsie, Nova Iorque
- Fevereiro 19 - Wellesley, Massachusetts
- Fevereiro 20 - Boston, Massachusetts
- Fevereiro 24 - Middlebury, Vermont
- Março 12 - Southampton, Nova Iorque
- Março 13 - Danbury, Connecticut
- Março 14 - Burlington, Vermont
- Março 16 - Filadélfia, Pensilvânia
- Março 17 - Filadélfia, Pensilvânia
- Março 18 - Brooklyn, Nova Iorque
- Março 19 - Brooklyn, Nova Iorque
- Março 23 - Washington, D.C.
- Março 24 - Washington, D.C.
- Março 25 - New Haven, Connecticut
- Março 26 - Hartford, Connecticut
- Março 30 - Boston, Massachusetts
- Março 31 - Amherst, Massachusetts
- Abril 8 - Atlanta, Geórgia
- Abril 9 - Nova Orleães, Luisiana
- Abril 11 - Beaumont, Texas
- Abril 13 - Dallas, Texas
- Abril 14 - Houston, Texas
- Abril 15 - Austin, Texas
- Abril 16 - San Antonio, Texas
- Abril 19 - Las Cruces, Novo México
- Abril 20 - Phoenix, Arizona
- Abril 22 - Palladium (Hollywood, Califórnia)
- Abril 23 - Qualcomm Stadium (San Diego, Califórnia)
- Abril 24 - Pasadena, Califórnia
- Abril 26 - Goleta, Califórnia
- Abril 27 - Santa Cruz, Califórnia
- Abril 28 - Palo Alto, Califórnia
- Abril 29 - São Francisco, Califórnia
- Abril 30 - Sacramento, Califórnia
- Maio 2 - Eugene, Oregon
- Maio 3 - Portland, Oregon
- Maio 4 - Seattle, Washington
- Maio 5 - Seattle, Washington
- Maio 6 - Vancouver, Colúmbia Britânica, Canadá
- Maio 9 - Denver, Colorado
- Maio 11 - St. Louis, Missouri
- Maio 12 - Kansas City, Missouri
- Maio 13 - Wichita, Kansas
- Maio 15 - Minneapolis, Minnesota
- Maio 16 - Madison, Wisconsin
- Maio 17 - Milwaukee, Wisconsin
- Maio 19 - Chicago, Illinois
- Maio 20 - Chicago, Illinois
- Maio 21 - Cleveland, Ohio
- Maio 22 - Detroit, Michigan
- Maio 24 - Indianápolis, Indiana
- Maio 26 - Columbus, Ohio
- Maio 27 - Wheeling, Illinois
- Maio 28 - Universidade Northwestern (Evanston, Illinois)
- Maio 29 - Universidade de Chicago (Chicago, Illinois)
- Maio 31 - Omaha, Nebraska
- Junho 1 - Des Moines, Iowa
- Junho 2 - Rockford, Illinois
- Junho 3 - Wausau, Wisconsin
- Junho 5 - Winnipeg, Manitoba, Canadá
- Junho 7 - Calgary, Alberta, Canadá
- Junho 8 - Edmonton, Alberta, Canadá
- Junho 10 - Toronto, Ontário, Canadá
- Junho 12 - Ann Arbor, Michigan
- Junho 13 - Ottawa, Ontário, Canadá
- Junho 14 - Montreal, Quebec, Canadá
- Junho 20 - Virginia Beach, Virgínia
- Junho 22 - Raleigh, Carolina do Norte
- Junho 23 - Colúmbia, Carolina do Sul
- Junho 24 - Hallandale Beach, Flórida
- Junho 25 - Hallandale Beach, Flórida
- Junho 26 - St. Petersburg, Flórida
- Junho 29 - Washington, D.C.
- Junho 30 - Washington, D.C.
- Julho 9 - Bridgeport, Connecticut
- Julho 11 - Margate, Nova Jersey
- Julho 13 - Wilkes-Barre, Pensilvânia
- Julho 14 - Pittsburgh, Pensilvânia
- Julho 16 - The Pier (Nova Iorque)
- Julho 22 - Hicksville, Ohio
- Julho 24 - Richmond, Virgínia
- Julho 27 - Buffalo, Nova Iorque
- Julho 28 - Roslyn, Nova Iorque
- Julho 29 - Filadélfia, Pensilvânia
- Julho 30 - Cabo Cod, Massachusetts
- Agosto 5 - Hampton Bays, Nova Iorque
- Agosto 6 - Poughkeepsie, Nova Iorque
- Agosto 12 - Brooklyn, Nova Iorque
- Agosto 13 - Queens, Nova Iorque
- Dezembro 20 - Cedar Grove, Nova Jersey
- Dezembro 22 - Poughkeepsie, Nova Iorque
- Dezembro 23 - Hartford, Connecticut
- Dezembro 27 - Levittown, Nova Iorque
- Dezembro 29 - The Ritz (Nova Iorque)
- Dezembro 30 - Providence, Rhode Island

## 1984
- Janeiro 5 - New Haven, Connecticut
- Janeiro 6 - Boston, Massachusetts
- Janeiro 7 - Queens, Nova Iorque
- Janeiro 12 - Filadélfia, Pensilvânia
- Janeiro 14 - Roslyn, Nova Iorque
- Março 9 - Portland, Maine
- Março 10 - Providence, Rhode Island
- Março 16 - Waterbury, Connecticut
- Março 17 - Brooklyn, Nova Iorque
- Março 20 - Washington, D.C.
- Março 22 - Manchester, Nova Hampshire
- Março 23 - Albany, Nova Iorque
- Março 29 - Hartford, Connecticut
- Março 30 - Brockton, Massachusetts
- Abril 6 - Salisbury, Massachusetts
- Abril 26 - Charlottesville, Virgínia
- Abril 27 - Universidade Fordham (Bronx, Nova Iorque)[2]
- Abril 28 - Rochester, Nova Iorque
- Abril 29 - Storrs, Connecticut
- Maio 4 - Ithaca, Nova Iorque
- Maio 5 - Cortland, Nova Iorque
- Maio 17 - Garden City, Nova Iorque
- Maio 18 - New Haven, Connecticut
- Maio 19 - Mount Ivy, Nova Iorque
- Maio 31 - Richmond, Virgínia
- Junho 1 - Norfolk, Virgínia
- Junho 8 - Ellington, Connecticut
- Junho 9 - Keene, Nova Hampshire
- Junho 16 - Queens, Nova Iorque
- Junho 28 - Providence, Rhode Island
- Junho 29 - Taunton, Massachusetts
- Junho 30 - Syracuse, Nova Iorque
- Julho 1 - Washington, D.C.
- Agosto 1 - Rochester[onde?]
- Agosto 17 - Hackettstown, Nova Jersey
- Agosto 28 - New Haven, Connecticut
- Agosto 30 - Selden, Nova Iorque
- Agosto 31 - Hartford, Connecticut
- Setembro 2 - Lido Beach, Nova Iorque
- Setembro 15 - Stony Brook, Nova Iorque
- Outubro 5 - Spring Valley, Nova Iorque
- Outubro 6 - Queens, Nova Iorque
- Outubro 9 - Washington, D.C.
- Outubro 11 - North Dartmouth, Massachusetts
- Outubro 12 - Providence, Rhode Island
- Outubro 13 - Manchester, Nova Hampshire
- Outubro 19 - Bethany, Virgínia Ocidental
- Outubro 20 - Norfolk, Virgínia
- Outubro 26 - Tampa, Flórida (cancelado devido à chuva)
- Outubro 28 - Hallandale Beach, Flórida
- Outubro 29 - West Palm Beach, Flórida
- Outubro 30 - Hallandale Beach, Flórida
- Outubro 31 - Gainesville, Flórida
- Novembro 2 - Atlanta, Geórgia
- Novembro 3 - Atlanta, Geórgia
- Novembro 5 - Destin, Flórida
- Novembro 7 - Nova Orleães, Luisiana
- Novembro 10 - Houston, Texas
- Novembro 11 - Austin, Texas
- Novembro 12 - Dallas, Texas
- Novembro 14 - Albuquerque, Novo México
- Novembro 15 - Phoenix, Arizona
- Novembro 17 - Palladium (Hollywood, Califórnia)
- Novembro 18 - San Diego, Califórnia
- Novembro 20 - Los Angeles, Califórnia
- Novembro 21 - Pomona, Califórnia
- Novembro 23 - São Francisco, Califórnia
- Novembro 24 - Palo Alto, Califórnia
- Novembro 27 - Portland, Oregon
- Novembro 29 - Vancouver, Colúmbia Britânica, Canadá
- Novembro 30 - Seattle, Washington
- Dezembro 1 - Eugene, Oregon
- Dezembro 3 - Sacramento, Califórnia
- Dezembro 4 - San José, Califórnia
- Dezembro 5 - Berkeley, Califórnia
- Dezembro 7 - Las Vegas, Nevada
- Dezembro 9 - Los Angeles, Califórnia
- Dezembro 12 - St. Louis, Missouri
- Dezembro 13 - Milwaukee, Wisconsin
- Dezembro 14 - Chicago, Illinois
- Dezembro 15 - Detroit, Michigan
- Dezembro 16 - Detroit, Michigan
- Dezembro 26 - West Islip, Nova Iorque
- Dezembro 27 - The Ritz (Nova Iorque)
- Dezembro 28 - The Ritz (Nova Iorque)
- Dezembro 29 - Providence, Rhode Island

## 1985
- Janeiro 3 - Boston, Massachusetts
- Janeiro 4 - Hartford, Connecticut
- Janeiro 9 - Mount Vernon, Nova Iorque
- Janeiro 12 - Asbury Park, Nova Jersey
- Janeiro 25 - Lexington, Virgínia
- Janeiro 30 - Washington, D.C.
- Janeiro 31 - Washington, D.C.
- Fevereiro 8 - Brooklyn, Nova Iorque
- Fevereiro 12 - Bronx, Nova Iorque
- Fevereiro 14 - Lowell, Massachusetts
- Fevereiro 15 - Worcester, Massachusetts
- Fevereiro 16 - Manchester, Nova Hampshire
- Fevereiro 17 - Filadélfia, Pensilvânia
- Fevereiro 18 - Baltimore, Maryland
- Fevereiro 24 - Londres, Inglaterra
- Fevereiro 25 - Londres, Inglaterra
- Fevereiro 26 - Londres, Inglaterra
- Fevereiro 27 - Londres, Inglaterra
- Março 7 - Garden City, Nova Iorque
- Março 8 - Providence, Rhode Island
- Março 9 - Brooklyn, Nova Iorque
- Março 14 - Athens, Ohio
- Março 15 - Detroit, Michigan
- Março 16 - Detroit, Michigan
- Março 18 - Columbus, Ohio
- Março 19 - Cincinnati, Ohio
- Março 20 - Pittsburgh, Pensilvânia
- Março 29 - Buffalo, Nova Iorque
- Março 30 - Syracuse, Nova Iorque
- Março 31 - Hamden, Connecticut
- Abril 4 - Baltimore, Maryland
- Abril 5 - Norfolk, Virgínia
- Abril 6 - Newark, Delaware
- Abril 12 - Durham, Nova Hampshire
- Abril 13 - Trenton, Nova Jersey
- Abril 27 - Worcester, Massachusetts
- Maio 3 - New Haven, Connecticut
- Maio 4 - Jamesburg, Nova Jersey
- Maio 5 - Trenton, Nova Jersey
- Maio 7 - Garden City, Nova Iorque
- Maio 9 - Rochester, Nova Iorque
- Maio 10 - Buffalo, Nova Iorque
- Maio 12 - Hartford, Connecticut
- Maio 20 - Providence, Rhode Island
- Maio 25 - Hartford, Connecticut
- Maio 27 - Blacksburg, Virgínia
- Maio 28 - Richmond, Virgínia
- Maio 30 - The Ritz (Nova Iorque)
- Maio 31 - The Ritz (Nova Iorque)
- Junho 7 - Oyster Bay, Nova Iorque
- Junho 8 - Hampton Beach, Nova Hampshire
- Junho 14 - Scotia, Nova Iorque
- Junho 15 - Brooklyn, Nova Iorque
- Junho 22 - Milton Keynes, Inglaterra
- Junho 24 - Dublin, Irlanda
- Junho 25 - Dublin, Irlanda
- Junho 26 - Belfast, Irlanda do Norte
- Junho 28 - Glasgow, Escócia
- Junho 30 - Roskilde, Dinamarca
- Julho 2 - Berlim, Alemanha
- Julho 3 - Hamburgo, Alemanha
- Julho 4 - Bochum, Alemanha
- Julho 6 - Torhout, Bélgica
- Julho 7 - Werchter, Bélgica
- Agosto 9 - Worcester, Massachusetts
- Agosto 10 - Middletown, Nova Iorque
- Agosto 11 - Hampton Bays, Nova Iorque
- Agosto 12 - New Haven, Connecticut
- Agosto 21 - Boston, Massachusetts
- Agosto 22 - Branford, Connecticut
- Agosto 24 - Norfolk, Virgínia
- Agosto 25 - Washington, D.C.
- Agosto 26 - Washington, D.C.
- Agosto 27 - Ocean City, Maryland
- Setembro 1 - Lido Beach, Nova Iorque
- Setembro 20 - Hartford, Connecticut
- Setembro 21 - Albany, Nova Iorque
- Outubro 5 - Asbury Park, Nova Jersey
- Outubro 11 - Spring Valley, Nova Iorque
- Outubro 12 - Providence, Rhode Island
- Outubro 13 - East Meadow, Nova Iorque
- Outubro 26 - College Park, Maryland
- Novembro 22 - Commack, Nova Iorque
- Novembro 23 - Lewistown, Pensilvânia
- Novembro 27 - Trenton, Nova Jersey
- Novembro 29 - Brooklyn, Nova Iorque
- Dezembro 31 - The World (Nova Iorque)

## 1986
- Abril 11 - Fredonia, Nova Iorque
- Abril 12 - Rochester, Nova Iorque
- Abril 14 - Filadélfia, Pensilvânia
- Abril 19 - Burlington, Vermont
- Abril 20 - Durham, Nova Hampshire
- Abril 25 - Randolph, Nova Jersey
- Abril 26 - New Brunswick, Nova Jersey
- Maio 4 - Londres, Inglaterra
- Maio 5 - Londres, Inglaterra
- Maio 6 - Londres, Inglaterra
- Maio 7 - Londres, Inglaterra
- Maio 8 - Poole, Inglaterra
- Maio 9 - St Austell, Inglaterra
- Maio 11 - Bristol, Inglaterra
- Maio 12 - Birmingham, Inglaterra
- Maio 13 - Preston, Inglaterra
- Maio 14 - Edimburgo, Escócia
- Maio 15 - Newcastle, Inglaterra
- Maio 17 - Leeds, Inglaterra
- Maio 18 - Manchester, Inglaterra
- Maio 19 - Nottingham, Inglaterra
- Junho 20 - Albany, Nova Iorque
- Junho 21 - Hartford, Connecticut
- Junho 22 - Hampton Beach, Nova Hampshire
- Junho 24 - New Haven, Connecticut
- Junho 25 - Providence, Rhode Island
- Junho 27 - Brooklyn, Nova Iorque
- Junho 28 - Filadélfia, Pensilvânia
- Junho 29 - Baltimore, Maryland
- Junho 30 - Norfolk, Virgínia
- Julho 1 - Washington, D.C.
- Julho 2 - Washington, D.C.
- Julho 8 - Oyster Bay, Nova Iorque
- Julho 11 - Trenton, Nova Jersey
- Julho 12 - Asbury Park, Nova Jersey
- Julho 17 - Pittsburgh, Pensilvânia
- Julho 19 - Detroit, Michigan
- Julho 20 - Detroit, Michigan
- Julho 21 - Cleveland, Ohio
- Julho 22 - Columbus, Ohio
- Julho 24 - Newport, Kentucky
- Julho 25 - Chicago, Illinois
- Julho 26 - Chicago, Illinois
- Julho 27 - Minneapolis, Minnesota
- Agosto 2 - Veurne, Bélgica
- Agosto 3 - Sneek, Países Baixos
- Agosto 4 - Amsterdão, Países Baixos
- Agosto 5 - Amsterdão, Países Baixos
- Agosto 31 - Lido Beach, Nova Iorque
- Setembro 11 - San Diego, Califórnia
- Setembro 13 - Los Angeles, Califórnia
- Setembro 14 - Sacramento, Califórnia
- Setembro 15 - São Francisco, Califórnia
- Setembro 16 - São Francisco, Califórnia
- Setembro 17 - Santa Clara, Califórnia
- Setembro 19 - Long Beach, Califórnia
- Setembro 21 - Los Angeles, Califórnia
- Setembro 22 - Riverside, Califórnia]]
- Setembro 23 - San Diego, Califórnia
- Setembro 24 - The Whisky (Los Angeles, Califórnia)
- Outubro 10 - Trenton, Nova Jersey
- Outubro 11 - Brooklyn, Nova Iorque
- Outubro 16 - Northampton, Massachusetts
- Outubro 17 - Hartford, Connecticut
- Outubro 18 - Providence, Rhode Island
- Outubro 24 - Washington, D.C.
- Outubro 25 - Filadélfia, Pensilvânia
- Outubro 31 - Roslyn, Nova Iorque
- Novembro 1 - Bridgeport, Connecticut
- Novembro 3 - Boston, Massachusetts
- Novembro 6 - The Ritz (Nova Iorque)
- Novembro 7 - The Ritz (Nova Iorque)
- Novembro 15 - Kent, Ohio
- Novembro 16 - Buffalo, Nova Iorque
- Novembro 18 - Montclair, Nova Jersey
- Novembro 21 - Sayreville, Nova Jersey
- Novembro 22 - Medford, Massachusetts
- Dezembro 4 - Waltham, Massachusetts
- Dezembro 5 - Rochester, Nova Iorque
- Dezembro 6 - Alfred, Nova Iorque
- Dezembro 19 - Queens, Nova Iorque
- Dezembro 20 - Bay Shore, Nova Iorque
- Dezembro 31 - Roslyn, Nova Iorque

## 1987
- Janeiro 3 - Trenton, Nova Jersey
- Janeiro 4 - Washington, D.C.
- Janeiro 23 - Providence, Rhode Island
- Janeiro 24 - Poughkeepsie, Nova Iorque
- Janeiro 31 - São Paulo, Brasil
- Fevereiro 1 - São Paulo, Brasil
- Fevereiro 4 - Buenos Aires, Argentina
- Fevereiro 20 - Pittsburgh, Pensilvânia
- Fevereiro 21 - Allentown, Pensilvânia
- Fevereiro 26 - Wayne, Nova Jersey
- Fevereiro 27 - Asbury Park, Nova Jersey
- Fevereiro 28 - Filadélfia, Pensilvânia
- Março 20 - Dallas, Texas
- Março 21 - Austin, Texas
- Março 22 - Houston, Texas
- Março 23 - Nova Orleães, Luisiana
- Março 25 - Atlanta, Geórgia
- Março 26 - Tallahassee, Flórida
- Março 27 - Tampa, Flórida
- Março 28 - Cocoa Beach, Flórida
- Março 29 - Miami Beach, Flórida
- Abril 22 - Garden City, Nova Iorque
- Abril 23 - Staten Island, Nova Iorque
- Abril 25 - Hartford, Connecticut
- Abril 26 - New Haven, Connecticut
- Abril 30 - Williamstown, Massachusetts
- Maio 1 - Brunswick, Maine
- Maio 2 - Albany, Nova Iorque
- Maio 3 - Hadley, Massachusetts
- Maio 8 - Randolph, Nova Jersey
- Maio 9 - Brooklyn, Nova Iorque
- Maio 15 - Providence, Rhode Island
- Maio 16 - Bay Shore, Nova Iorque
- Maio 29 - Darien Lake, Nova Iorque
- Maio 30 - Poughkeepsie, Nova Iorque
- Junho 18 - Harrisburg, Pensilvânia
- Junho 19 - Ocean City, Maryland
- Junho 20 - Filadélfia, Pensilvânia
- Junho 26 - Oyster Bay, Nova Iorque
- Junho 27 - Flushing Meadows-Corona Park (Queens, Nova Iorque)
- Junho 28 - Washington, D.C.
- Junho 29 - Washington, D.C.
- Junho 30 - Washington, D.C.
- Julho 1 - Norfolk, Virgínia
- Julho 21 - Toronto, Ontário, Canadá
- Julho 22 - Toronto, Ontário, Canadá
- Julho 23 - Toronto, Ontário, Canadá
- Julho 24 - Ottawa, Ontário, Canadá
- Agosto 12 - East Hampton, Nova Iorque
- Agosto 28 - Providence, Rhode Island (com Clem Burke na bateria)
- Agosto 29 - Trenton, Nova Jersey (com Clem Burke na bateria)
- Setembro 4 - Oyster Bay, Nova Iorque
- Setembro 5 - Washington, D.C.
- Setembro 6 - Commack, Nova Iorque
- Setembro 10 - The Ritz (Nova Iorque)
- Setembro 11 - The Ritz (Nova Iorque)
- Setembro 16 - San Diego, Califórnia
- Setembro 18 - Los Angeles, Califórnia
- Setembro 19 - Fresno, Califórnia
- Setembro 21 - São Francisco, Califórnia
- Setembro 22 - São Francisco, Califórnia
- Setembro 23 - Santa Clara, Califórnia
- Setembro 25 - Long Beach, Califórnia
- Setembro 26 - Northridge, Califórnia
- Setembro 27 - Los Angeles, Califórnia
- Outubro 5 - Copenhaga, Dinamarca
- Outubro 6 - Hamburgo, Alemanha
- Outubro 7 - Amsterdão, Países Baixos
- Outubro 8 - Düsseldorf, Alemanha
- Outubro 9 - Munique, Alemanha
- Outubro 11 - Milão, Itália
- Outubro 12 - Zurique, Suíça
- Outubro 13 - Paris, França
- Outubro 15 - Sheffield, Inglaterra
- Outubro 16 - Newcastle, Inglaterra
- Outubro 17 - Leeds, Inglaterra
- Outubro 18 - Glasgow, Escócia
- Outubro 20 - Nottingham, Inglaterra
- Outubro 21 - Norwich, Inglaterra
- Outubro 22 - Manchester, Inglaterra
- Outubro 23 - Liverpool, Inglaterra
- Outubro 24 - Cardiff, País de Gales
- Outubro 25 - Birmingham, Inglaterra
- Outubro 26 - Londres, Inglaterra
- Outubro 31 - Alexandria, Virgínia
- Novembro 12 - Wilmington, Carolina do Norte
- Novembro 13 - Greenville, Carolina do Norte
- Novembro 14 - Charlotte, Carolina do Norte
- Novembro 15 - Charlottesville, Virgínia
- Novembro 19 - Providence, Rhode Island
- Novembro 20 - Allentown, Pensilvânia
- Novembro 21 - Brooklyn, Nova Iorque
- Novembro 22 - Glassboro, Nova Jersey
- Dezembro 3 - New Haven, Connecticut
- Dezembro 4 - Randolph, Nova Jersey
- Dezembro 9 - Baltimore, Maryland
- Dezembro 10 - Washington, D.C.
- Dezembro 11 - Washington, D.C.
- Dezembro 12 - Oyster Bay, Nova Iorque
- Dezembro 13 - Filadélfia, Pensilvânia
- Dezembro 31 - Bay Shore, Nova Iorque

## 1988
- Janeiro 1 - Trenton, Nova Jersey
- Janeiro 2 - The Ritz (Nova Iorque)
- Janeiro 28 - Dallas, Texas
- Janeiro 29 - Austin, Texas
- Janeiro 30 - Austin, Texas
- Janeiro 31 - Houston, Texas
- Fevereiro 1 - Nova Orleães, Luisiana
- Fevereiro 3 - Atlanta, Geórgia
- Fevereiro 4 - Tallahassee, Flórida
- Fevereiro 5 - Jacksonville, Flórida
- Fevereiro 6 - St. Petersburg, Flórida
- Fevereiro 7 - Miami, Flórida
- Fevereiro 19 - Aguadilla, Porto Rico
- Fevereiro 20 - Aguadilla, Porto Rico
- Março 11 - Sayreville, Nova Jersey
- Março 12 - Queens Village, Nova Iorque
- Março 13 - Hempstead, Nova Iorque
- Março 18 - Oswego, Nova Iorque
- Março 19 - Rochester, Nova Iorque
- Março 24 - Staten Island, Nova Iorque
- Março 26 - Allentown, Pensilvânia
- Abril 22 - Trenton, Nova Jersey
- Abril 23 - Filadélfia, Pensilvânia
- Abril 27 - Providence, Rhode Island
- Abril 29 - Commack, Nova Iorque
- Abril 30 - Oswego, Nova Iorque
- Maio 3 - Toronto, Ontário, Canadá
- Maio 4 - Toronto, Ontário, Canadá
- Maio 5 - Toronto, Ontário, Canadá
- Maio 6 - Buffalo, Nova Iorque
- Maio 7 - Rochester, Nova Iorque
- Maio 19 - Brewster, Nova Iorque
- Maio 20 - New Rochelle, Nova Iorque
- Maio 21 - Filadélfia, Pensilvânia
- Junho 2 - Estocolmo, Suécia
- Junho 3 - Lund, Suécia
- Junho 4 - Seinäjoki, Finlândia
- Junho 6 - Paris, França
- Junho 7 - Tilburgo, Países Baixos
- Junho 8 - Amsterdão, Países Baixos
- Junho 9 - Amsterdão, Países Baixos
- Junho 10 - Groningen, Países Baixos
- Junho 11 - Göttingen, Alemanha
- Junho 12 - Berlim, Alemanha
- Junho 13 - Düsseldorf, Alemanha
- Junho 15 - Londres, Inglaterra
- Julho 1 - Brooklyn, Nova Iorque
- Julho 2 - Poughkeepsie, Nova Iorque
- Julho 7 - San Diego, Califórnia
- Julho 8 - Los Angeles, Califórnia
- Julho 10 - The Fillmore (São Francisco, Califórnia)
- Julho 11 - The Fillmore (São Francisco, Califórnia)
- Julho 12 - Santa Clara, Califórnia
- Julho 13 - Santa Clara, Califórnia
- Julho 15 - Anaheim, Califórnia
- Julho 16 - Los Angeles, Califórnia
- Julho 17 - Santa Bárbara, Califórnia
- Julho 18 - Roxy (Los Angeles, Califórnia)
- Agosto 2 - New Haven, Connecticut
- Agosto 3 - Easthampton, Massachusetts
- Agosto 4 - Brewster, Nova Iorque
- Agosto 5 - Trenton, Nova Jersey
- Agosto 12 - Commack, Nova Iorque
- Agosto 13 - Filadélfia, Pensilvânia
- Agosto 14 - Baltimore, Maryland
- Agosto 15 - Washington, D.C.
- Agosto 16 - Washington, D.C.
- Agosto 19 - The Ritz (Nova Iorque)
- Agosto 20 - The Ritz (Nova Iorque)
- Agosto 26 - Reading, Inglaterra
- Agosto 27 - Hechtel-Eksel, Bélgica
- Setembro 13 - Sayreville, Nova Jersey
- Setembro 14 - Boston, Massachusetts
- Setembro 15 - Providence, Rhode Island
- Setembro 21 - Pittsburgh, Pensilvânia
- Setembro 22 - Kent, Ohio
- Setembro 23 - Chicago, Illinois
- Setembro 24 - Detroit, Michigan
- Setembro 26 - Cincinnati, Ohio
- Setembro 27 - Columbus, Ohio
- Setembro 28 - Indianápolis, Indiana
- Setembro 29 - St. Louis, Missouri
- Outubro 1 - Cleveland, Ohio
- Outubro 6 - Staten Island, Nova Iorque
- Outubro 7 - Poughkeepsie, Nova Iorque
- Outubro 8 - Rochester, Nova Iorque
- Outubro 9 - Albany, Nova Iorque
- Outubro 13 - Island Park, Nova Iorque
- Outubro 14 - Trenton, Nova Jersey
- Outubro 15 - Trenton, Nova Jersey
- Outubro 24 - Tóquio, Japão
- Outubro 25 - Tóquio, Japão
- Outubro 26 - Kōbe, Japão
- Outubro 27 - Osaka, Japão
- Outubro 28 - Tóquio, Japão
- Novembro 11 - Dallas, Texas
- Novembro 12 - Austin, Texas
- Novembro 13 - Austin, Texas
- Novembro 14 - College Station, Texas
- Novembro 15 - Houston, Texas
- Novembro 16 - Nova Orleães, Luisiana
- Novembro 18 - St. Petersburg, Flórida
- Novembro 19 - Miami Beach, Flórida
- Novembro 20 - Orlando, Flórida
- Novembro 22 - Atlanta, Geórgia
- Dezembro 1 - Bronx, Nova Iorque
- Dezembro 2 - Baltimore, Maryland
- Dezembro 10 - Durham, Nova Hampshire
- Dezembro 11 - New Haven, Connecticut
- Dezembro 30 - Providence, Rhode Island
- Dezembro 31 - Irving Plaza (Nova Iorque)

## 1989
- Janeiro 16 - Washington, D.C.
- Janeiro 17 - Washington, D.C.
- Janeiro 19 - Nashville, Tennessee
- Janeiro 20 - Lexington, Kentucky
- Janeiro 21 - Louisville, Kentucky
- Janeiro 23 - Colúmbia, Carolina do Sul
- Janeiro 24 - Charlotte, Carolina do Norte
- Janeiro 25 - Norfolk, Virgínia
- Janeiro 27 - The Ritz (Nova Iorque)
- Janeiro 28 - The Ritz (Nova Iorque)
- Fevereiro 7 - Madrid, Espanha
- Fevereiro 8 - Barcelona, Espanha
- Fevereiro 9 - Valência, Espanha
- Fevereiro 10 - Valência, Espanha
- Fevereiro 11 - San Sebastián, Espanha
- Fevereiro 12 - San Sebastian, Espanha
- Fevereiro 24 - Poughkeepsie, Nova Iorque
- Março 24 - Canton, Nova Iorque
- Março 25 - Albany, Nova Iorque
- Março 31 - Queens Village, Nova Iorque
- Abril 1 - Baltimore, Maryland
- Abril 6 - New Haven, Connecticut
- Abril 7 - Lancaster, Pensilvânia
- Abril 15 - Stony Brook, Nova Iorque
- Maio 2 - Monfalcone, Itália
- Maio 3 - Milão, Itália
- Maio 4 - Florença, Itália
- Maio 6 - Vicenza, Itália
- Maio 7 - Rimini, Itália
- Maio 8 - Módena, Itália
- Maio 9 - Roma, Itália
- Maio 10 - Ellera (Perúgia, Itália)
- Maio 12 - Atenas, Grécia
- Maio 13 - Atenas, Grécia
- Maio 14 - Atenas, Grécia
- Maio 15 - Atenas, Grécia
- Maio 26 - Boston, Massachusetts
- Maio 27 - Providence, Rhode Island
- Junho 2 - Los Angeles, Califórnia
- Junho 3 - Long Beach, Califórnia
- Junho 4 - Reseda, Califórnia
- Junho 17 - São Francisco, Califórnia
- Junho 18 - Petaluma, Califórnia
- Junho 19 - Santa Clara, Califórnia
- Junho 20 - Santa Bárbara, Califórnia
- Junho 22 - San Diego, Califórnia
- Junho 23 - Tijuana, México
- Junho 24 - San Pedro, Califórnia
- Junho 25 - Reseda, Califórnia
- Junho 27 - Portland, Oregon
- Junho 28 - Vancouver, Colúmbia Britânica, Canadá
- Junho 29 - Seattle, Washington
- Julho 1 - The Fillmore (São Francisco, Califórnia)
- Julho 2 - The Fillmore (São Francisco, Califórnia)
- Julho 3 - Santa Cruz, Califórnia
- Julho 4 - Santa Clara, Califórnia
- Julho 5 - Santa Clara, Califórnia (último concerto de Dee Dee)
- Setembro 30 - Leicester, Inglaterra
- Outubro 1 - Liverpool, Inglaterra
- Outubro 2 - Glasgow, Escócia
- Outubro 3 - Newcastle, Inglaterra
- Outubro 4 - Manchester, Inglaterra
- Outubro 6 - Leeds, Inglaterra
- Outubro 7 - Birmingham, Inglaterra
- Outubro 8 - Bristol, Inglaterra
- Outubro 9 - Londres, Inglaterra
- Outubro 10 - Londres, Inglaterra
- Outubro 11 - Londres, Inglaterra
- Outubro 31 - Auckland, Nova Zelândia
- Novembro 1 - Auckland, Nova Zelândia
- Novembro 3 - Melbourne, Vitória, Austrália
- Novembro 4 - Melbourne, Vitória, Austrália
- Novembro 5 - Melbourne, Vitória, Austrália
- Novembro 6 - Perth, Austrália Ocidental, Austrália
- Novembro 7 - Adelaide, Austrália Meridional, Austrália
- Novembro 9 - Sydney, Nova Gales do Sul, Austrália
- Novembro 10 - Sydney, Nova Gales do Sul, Austrália
- Novembro 11 - Sydney, Nova Gales do Sul, Austrália
- Novembro 12 - Brisbane, Queensland, Austrália
- Novembro 22 - Offenbach, Alemanha
- Novembro 23 - Bona, Alemanha
- Novembro 24 - Oberhausen, Alemanha
- Novembro 25 - Hamburgo, Alemanha
- Novembro 26 - Berlim, Alemanha
- Novembro 27 - Berlim, Alemanha
- Novembro 28 - Bielefeld, Alemanha
- Novembro 29 - Neumarkt, Alemanha
- Novembro 30 - Böblingen, Alemanha
- Dezembro 1 - Deinze, Bélgica
- Dezembro 2 - Utrecht, Países Baixos
- Dezembro 3 - Roterdão, Países Baixos
- Dezembro 4 - Amsterdão, Países Baixos
- Dezembro 12 - New Haven, Connecticut
- Dezembro 13 - Poughkeepsie, Nova Iorque
- Dezembro 14 - Filadélfia, Pensilvânia
- Dezembro 15 - The Ritz (Nova Iorque)
- Dezembro 16 - The Ritz (Nova Iorque)

## 1990
- Fevereiro 23 - Trenton, Nova Jersey
- Fevereiro 24 - Sag Harbor, Nova Iorque
- Fevereiro 25 - Albany, Nova Iorque
- Março 1 - Charlottesville, Virgínia
- Março 2 - Fredericksburg, Virgínia
- Março 3 - St. Mary's City, Maryland
- Março 4 - Reading, Pensilvânia
- Março 8 - Boston, Massachusetts
- Março 9 - Boston, Massachusetts
- Março 10 - Providence, Rhode Island
- Março 22 - Copenhaga, Dinamarca
- Março 23 - Tampere, Finlândia
- Março 24 - Turku, Finlândia
- Março 25 - Helsínquia, Finlândia
- Março 27 - Estocolmo, Suécia
- Março 28 - Gotemburgo, Suécia
- Março 29 - Lund, Suécia
- Março 30 - Karlskoga, Suécia
- Março 31 - Hultsfred, Suécia
- Abril 1 - Oslo, Noruega
- Abril 18 - Norman, Oklahoma
- Abril 19 - Dallas, Texas
- Abril 20 - Austin, Texas
- Abril 21 - Austin, Texas
- Abril 23 - Nova Orleães, Luisiana
- Abril 24 - Birmingham, Alabama
- Abril 26 - Miami Beach, Flórida
- Abril 27 - Melbourne, Flórida
- Abril 28 - Tampa, Flórida
- Abril 29 - Orlando, Flórida
- Maio 1 - Atlanta, Geórgia
- Maio 2 - Nashville, Tennessee
- Maio 4 - Winston-Salem, Carolina do Norte
- Maio 5 - Wilmington, Carolina do Norte
- Maio 6 - Raleigh, Carolina do Norte
- Maio 8 - Colúmbia, Carolina do Sul
- Maio 9 - Charlotte, Carolina do Norte
- Maio 11 - Baltimore, Maryland
- Maio 12 - Norfolk, Virgínia
- Maio 13 - Richmond, Virgínia
- Maio 14 - Washington, D.C.
- Maio 15 - Washington, D.C.
- Junho 23 - Lorelei, Alemanha
- Junho 28 - Columbia, Maryland
- Junho 29 - Bristol, Connecticut
- Julho 1 - Milwaukee, Wisconsin
- Julho 2 - Detroit, Michigan
- Julho 3 - Toronto, Ontário, Canadá
- Julho 4 - Montreal, Quebec, Canadá
- Julho 6 - Boston, Massachusetts
- Julho 7 - Portland, Maine
- Julho 8 - Burlington, Vermont
- Julho 9 - Filadélfia, Pensilvânia
- Julho 11 - Jones Beach, Nova Iorque
- Julho 12 - Holmdel Township, Nova Jersey
- Julho 13 - Darien, Nova Iorque
- Julho 14 - Cleveland, Ohio
- Julho 16 - Columbus, Ohio
- Julho 17 - Chicago, Illinois
- Julho 18 - Cincinnati, Ohio
- Julho 19 - Atlanta, Geórgia
- Julho 22 - St. Louis, Missouri
- Julho 23 - Memphis, Tennessee
- Julho 24 - Kansas City, Missouri
- Julho 25 - Tulsa, Oklahoma
- Julho 26 - Dallas, Texas
- Julho 27 - Houston, Texas
- Julho 28 - Austin, Texas
- Julho 30 - Santa Fé, Novo México
- Julho 31 - Denver, Colorado
- Agosto 1 - Salt Lake City, Utah
- Agosto 2 - Irvine, Califórnia
- Agosto 4 - San Diego, Califórnia
- Agosto 5 - Las Vegas, Nevada
- Agosto 6 - Mesa, Arizona
- Agosto 8 - Los Angeles, Califórnia
- Agosto 9 - Los Angeles, Califórnia
- Agosto 10 - Ventura, Califórnia
- Agosto 11 - Berkeley, Califórnia
- Agosto 12 - São Francisco, Califórnia
- Agosto 14 - Portland, Oregon
- Agosto 15 - Seattle, Washington
- Agosto 16 - Vitória, Colúmbia Britânica, Canadá
- Agosto 17 - Vancouver, Colúmbia Britânica, Canadá
- Setembro 3 - Osaka, Japão
- Setembro 4 - Nagoia, Japão
- Setembro 5 - Kawasaki, Japão
- Setembro 6 - Kawasaki, Japão
- Setembro 8 - Nagoia, Japão
- Setembro 9 - Nagoia, Japão
- Setembro 10 - Osaka, Japão
- Setembro 11 - Osaka, Japão
- Setembro 13 - Kawasaki, Japão
- Setembro 14 - Kawasaki, Japão
- Setembro 15 - Kawasaki, Japão
- Setembro 16 - Kawasaki, Japão
- Outubro 4 - Filadélfia, Pensilvânia
- Outubro 5 - Baltimore, Maryland
- Outubro 6 - The Ritz (Nova Iorque)
- Outubro 7 - Trenton, Nova Jersey
- Novembro 13 - Paris, França
- Novembro 14 - Munique, Alemanha
- Novembro 15 - Völklingen, Alemanha
- Novembro 16 - Bremen, Alemanha
- Novembro 17 - Ghent, Bélgica
- Novembro 19 - Lyon, França
- Novembro 20 - Zurique, Suíça
- Novembro 21 - Viena, Áustria
- Novembro 22 - Graz, Áustria
- Novembro 24 - Zagreb, Croácia (então parte da Jugoslávia)
- Novembro 25 - Liubliana, Eslovénia (então parte da Jugoslávia)
- Novembro 26 - Milão, Itália
- Novembro 27 - Rimini, Itália
- Novembro 29 - Saragoça, Espanha
- Novembro 30 - Madrid, Espanha
- Dezembro 1 - Barcelona, Espanha
- Dezembro 2 - San Sebastián, Espanha
- Dezembro 4 - Valência, Espanha
- Dezembro 5 - Múrcia, Espanha
- Dezembro 7 - Manchester, Inglaterra
- Dezembro 8 - Londres, Inglaterra
- Dezembro 27 - Providence, Rhode Island
- Dezembro 28 - Boston, Massachusetts
- Dezembro 29 - The Ritz (Nova Iorque)
- Dezembro 30 - New Haven, Connecticut

## 1991
- Janeiro 22 - Gold Coast, Queensland, Austrália
- Janeiro 23 - Byron Bay, Nova Gales do Sul, Austrália
- Janeiro 25 - Brisbane, Queensland, Austrália
- Janeiro 26 - Sydney, Nova Gales do Sul, Austrália
- Janeiro 27 - Wollongong, Nova Gales do Sul, Austrália
- Janeiro 29 - Sydney, Nova Gales do Sul, Austrália
- Janeiro 31 - Adelaide, Austrália Meridional, Austrália
- Fevereiro 1 - Melbourne, Vitória, Austrália
- Fevereiro 2 - Perth, Austrália Ocidental, Austrália
- Fevereiro 5 - Tóquio, Japão
- Fevereiro 6 - Tóquio, Japão
- Fevereiro 7 - Tóquio, Japão
- Março 6 - Madrid, Espanha
- Março 7 - Madrid, Espanha
- Março 8 - Valladolid, Espanha
- Março 9 - Vigo, Espanha
- Março 11 - Barcelona, Espanha
- Março 12 - Barcelona, Espanha
- Março 13 - Valência, Espanha
- Março 15 - Pamplona, Espanha
- Março 16 - Arrasate, Espanha
- Março 17 - Bilbau, Espanha
- Março 18 - Melgar, Espanha
- Abril 4 - New Haven, Connecticut
- Abril 5 - Filadélfia, Pensilvânia
- Abril 6 - Baltimore, Maryland
- Abril 12 - Allentown, Pensilvânia
- Abril 13 - Columbus, Ohio
- Abril 14 - Detroit, Michigan
- Abril 15 - Cincinnati, Ohio
- Abril 16 - Pittsburgh, Pensilvânia
- Abril 26 - Buenos Aires, Argentina
- Abril 27 - Buenos Aires, Argentina
- Abril 28 - Buenos Aires, Argentina
- Abril 30 - São Paulo, Brasil
- Maio 1 - São Paulo, Brasil
- Maio 2 - São Paulo, Brasil
- Maio 4 - Porto Alegre, Brasil
- Maio 28 - New Haven, Connecticut
- Maio 29 - Trenton, Nova Jersey
- Maio 30 - New Britain, Connecticut
- Maio 31 - Spring Valley, Nova Iorque
- Junho 1 - Asbury Park, Nova Jersey
- Junho 7 - Tampa, Flórida
- Junho 8 - Miami, Flórida
- Junho 9 - Orlando, Flórida
- Junho 11 - Atlanta, Geórgia
- Junho 12 - Charlotte, Carolina do Norte
- Junho 14 - Raleigh, Carolina do Norte
- Junho 15 - Winston-Salem, Carolina do Norte
- Junho 16 - Greenville, Carolina do Norte
- Junho 18 - Athens, Geórgia
- Junho 19 - Knoxville, Tennessee
- Junho 21 - Norfolk, Virgínia
- Junho 22 - Richmond, Virgínia
- Junho 23 - Washington, D.C.
- Julho 6 - La Spezia, Itália
- Julho 8 - Turim, Itália
- Julho 10 - Leysin, Suíça
- Agosto 6 - Toronto, Ontário, Canadá
- Agosto 8 - Kitchener, Ontário, Canadá
- Agosto 9 - Toronto, Ontário, Canadá
- Agosto 10 - Bala, Ontário, Canadá
- Agosto 11 - Canadá
- Agosto 13 - Montreal, Quebec, Canadá
- Agosto 14 - Ottawa, Ontário, Canadá
- Agosto 15 - St. Catharines, Ontário, Canadá
- Agosto 16 - Hamilton, Ontário, Canadá
- Agosto 24 - Berlim, Alemanha
- Agosto 25 - Hasselt, Bélgica
- Agosto 27 - Helsínquia, Finlândia
- Agosto 28 - Estocolmo, Suécia
- Outubro 4 - Trenton, Nova Jersey
- Outubro 5 - Filadélfia, Pensilvânia
- Outubro 6 - Middletown, Nova Iorque
- Outubro 7 - Northampton, Massachusetts
- Outubro 11 - Warwick, Rhode Island
- Outubro 14 - Cleveland, Ohio
- Outubro 15 - Columbus, Ohio
- Outubro 16 - Pittsburgh, Pensilvânia
- Outubro 18 - Baltimore, Maryland
- Outubro 19 - Washington, D.C.
- Outubro 24 - Boston, Massachusetts
- Outubro 25 - New Britain, Connecticut
- Outubro 26 - Sea Bright, Nova Jersey
- Novembro 25 - Utrecht, Países Baixos
- Novembro 27 - Hamburgo, Alemanha
- Novembro 28 - Düsseldorf, Alemanha
- Novembro 29 - Deinze, Bélgica
- Novembro 30 - Rennes, França
- Dezembro 2 - Birmingham, Inglaterra
- Dezembro 3 - Newcastle, Inglaterra
- Dezembro 4 - Glasgow, Escócia
- Dezembro 5 - Manchester, Inglaterra
- Dezembro 7 - Londres, Inglaterra
- Dezembro 8 - Londres, Inglaterra
- Dezembro 27 - New Haven, Connecticut
- Dezembro 28 - Baltimore, Maryland
- Dezembro 29 - The Ritz (Nova Iorque)

## 1992
- Março 14 - Fontanafredda, Itália
- Março 15 - Florença, Itália
- Março 16 - Milão, Itália
- Março 17 - Correggio, Itália
- Março 19 - Atenas, Grécia
- Março 20 - Atenas, Grécia
- Março 21 - Atenas, Grécia
- Abril 9 - New Haven, Connecticut
- Abril 10 - Universidade Columbia (Nova Iorque)
- Abril 11 - Sea Bright, Nova Jersey
- Abril 12 - Trenton, Nova Jersey
- Abril 23 - Baltimore, Maryland
- Abril 24 - Norfolk, Virgínia
- Abril 25 - Washington, D.C.
- Abril 26 - Allentown, Pensilvânia
- Maio 3 - Bourges, França
- Maio 4 - Lyon, França
- Maio 5 - Paris, França
- Maio 6 - Paris, França
- Maio 7 - Mulhouse, França
- Maio 9 - Pau, França
- Maio 10 - Niort, França
- Junho 4 - Kitchener, Ontário, Canadá
- Junho 5 - Oshawa, Ontário, Canadá
- Junho 6 - Hamilton, Ontário, Canadá
- Junho 7 - London, Ontário, Canadá
- Junho 9 - Toronto, Ontário, Canadá
- Junho 10 - Toronto, Ontário, Canadá
- Junho 12 - Quebec City, Quebec, Canadá
- Junho 13 - Ottawa, Ontário, Canadá
- Junho 14 - Montreal, Quebec, Canadá
- Junho 19 - Nurmijärvi, Finlândia
- Junho 27 - Alsdorf, Alemanha

## 1995
- Setembro 16 - South Park Meadows (Austin, Texas)[3]